# قصاب‌باشی
قصاب‌باشی (به انگلیسی: A Stitch in Time) یک فیلم کمدی محصول سال ۱۹۶۳ است که در یک بیمارستان کودکان ساخته شده‌است. کارگردان این اثر رابرت اشر و تدوینگرش جری همبلینگ می‌باشد و بازیگرانش شامل نورمن ویزدوم، ادوارد چاپمن، جری دزموند، جیل ملفورد، گلی هوستون، ورا دی، پتسی رولندز، پیتر جونز، ارنست کلارک، هیزل هیوز، لوسی اپلی و فرانک ویلیامز هستند.